# Jaroslav Volf
Jaroslav Volf, född den 29 september 1979 i Brandýs nad Labem, Tjeckien, är en tjeckisk kanotist.
Han tog OS-silver i C-2 i slalom i samband med de olympiska kanottävlingarna 2004 i Aten.
Han tog därefter OS-silver i samma gren i samband med de olympiska kanottävlingarna 2008 i Peking.